# Bathypurpurata profunda
Bathypurpurata profunda is een inktvissensoort uit de familie van de Megaleledonidae. De wetenschappelijke naam van de soort is voor het eerst geldig gepubliceerd in 2005 door Vecchione, Allcock en Piatkowski.